# Jonas Savimbi
Jonas Malheiro Sidónio Savimbi, né le 3 août 1934 à Munhango (Angola portugais) et tué au combat le 22 février 2002 à Lucusse (Angola), est un chef nationaliste angolais. Il est né dans la province de Moxico et issu de l’ethnie ovimbundu. Jonas Savimbi était un sociologue, homme politique et guérillero angolais, dirigeant de l'Union nationale pour l'indépendance totale de l'Angola (UNITA) pendant plus de trente ans.
Durant la lutte pour l'indépendance et la guerre civile, elle a bénéficié, à différentes étapes, du soutien des gouvernements des États-Unis d'Amérique, de la république populaire de Chine, du régime de l'apartheid de l'Afrique du Sud, de plusieurs dirigeants africains et mercenaires étrangers. Savimbi a passé une grande partie de sa vie à lutter d'abord contre l'occupation coloniale portugaise et, après l'indépendance de l'Angola, contre le gouvernement marxiste angolais,.
Il est surnommé « Galo Negro » (Coq noir) et « Jaguar Negro dos Jagas » (Jaguar noir des Jagas).

## Naissance et études
Le père de Jonas Savimbi était pasteur appartenant à l'Église évangélique congrégationnaliste de l'Angola (Igreja Evangélica Congregacional de Angola, IECA) qui travaillait pour le chemin de fer de Benguela. Savimbi fit ses études primaires et une partie des études secondaires dans des écoles de l'IECA, non encore reconnues par l'État colonial, et fréquenta ensuite une école catholique à Huambo pour obtenir la reconnaissance officielle de ses études. En 1958, il obtient à travers l'IECA une bourse d’étude américaine, pour qu'il puisse terminer ses études secondaires à Lisbonne où il devait ensuite étudier la médecine. En fait, il termine ses études secondaires, à l'exception d'une matière qui était obligatoire pendant le régime salazariste, à savoir « Organisation politique nationale » ; par conséquent, il ne pouvait pas entrer à l'université au Portugal. Entretemps, il avait pris contact avec un groupe d'autres étudiants angolais qui discutait à Lisbonne les possibilités d'obtenir l'indépendance de l'Angola, et se préparait à organiser un mouvement anti-colonial. Le groupe finit par attirer l'attention de la police politique, de sorte que Jonas Savimbi fuit clandestinement le Portugal et trouve refuge en Suisse où un réseau protestant lui obtient une nouvelle bourse d'études. Comme la Suisse reconnaît ses études secondaires comme conclues, il étudie les sciences politiques à Lausanne et obtient une licence en sciences politiques.

## Un chef politique et militaire (1965-1975)
Après avoir reçu une formation politique et militaire dans la Chine communiste de Mao Zedong, il milite au sein du Front national de libération de l'Angola (FNLA) de Holden Roberto, puis il fonde l’UNITA à son retour en Angola, concurrent direct sur la scène politique angolaise du Mouvement pour la libération populaire d’Angola (MPLA) d'inspiration marxiste.
Il signe un accord avec le parti portugais au pouvoir pour lutter contre le parti adverse, le MPLA.
En 1974, la révolution des œillets au Portugal porte au pouvoir le Mouvement des forces armées (MFA) en renversant la dictature de Marcelo Caetano. Les capitaines de l’armée portugaise à la tête de ce mouvement rétablissent la démocratie et amorcent le processus de décolonisation des territoires portugais d'outre-mer. Ils nomment M. Antonio de Alva Rosa Coutinho à la tête du gouvernement de transition vers l’indépendance en Angola.
Il reçoit à ce moment-là le soutien très actif de l'écrivain et éditeur français Dominique de Roux, qui s'attache à donner à son combat une dimension internationale, jusqu'en 1977, date de la mort de ce dernier.
Le 11 novembre 1975, l’indépendance de l'Angola est proclamée ; le pouvoir est alors transféré au MPLA. Un régime procommuniste, la république populaire d'Angola, soutenue par l'Union soviétique et Cuba, s'installe en Angola. Jonas Savimbi et son mouvement l'UNITA déclenchent une véritable guerre civile dirigée contre le MFA et le MPLA, désormais alliés. Il sera soutenu dans sa tâche par la France, Israël, l'Afrique du Sud. La société américaine Gulf Oil est alliée des militaires cubains présents en Angola pour exploiter le pétrole angolais. Jonas Savimbi veut empêcher que les soviétiques et cubains récupèrent le pétrole d'Angola. Jonas Savimbi a écrit plusieurs courriers dans lesquels il dit que sans l'aide française notamment du SDECE, l'UNITA aurait été anéantie. Le directeur des services secrets français à cette époque, Alexandre de Marenches, dit que Jonas Savimbi est un homme prodigieux et d'un courage immense qui défend sa terre contre le colonialisme, comme de Gaulle a défendu la France.
Les armées de Savimbi, qui enrôle femmes et enfants, minent presque tout l'intérieur du pays pour stopper l'avancée du MPLA. Ces opérations de guérilla sont partiellement financées par un trafic de diamants (blood diamonds).[réf. nécessaire]

## L'éternel rebelle
En 1979, le rebelle angolais — surnommé le « Coq noir » — installe son siège à Jamba (de), une ville créée par l'UNITA au Sud-est de l'Angola.
Soutenue par une partie de la population rurale, l'UNITA prend le contrôle de régions entières de l'Angola qui sont placées sous dictature militaire où le culte de la personnalité de Savimbi tient une grande place.
Il effectue un voyage à Washington en janvier 1986 au cours duquel il est reçu en héros par les milieux conservateurs américains. Il est également reçu à la Maison-Blanche par Ronald Reagan.
En 1991, un accord de paix (les accords de Bicesse) est signé au Portugal entre les deux mouvements.
Après avoir contesté les résultats des élections donnant la victoire au MPLA, Savimbi rompt la paix et retourne dans le maquis en 1992. Il s'empare de Huambo, la deuxième ville du pays, et en fait son fief. Pendant ce temps ses troupes contrôlent les provinces du Nord.
En novembre 1994, il perd Huambo et les capitales des provinces du Nord.
Dans un contexte de fin de guerre froide et du régime d'apartheid en Afrique du Sud, il perd le soutien des deux principaux fournisseurs d'armes de sa rébellion : l'Afrique du Sud et les États-Unis.
De nouvelles négociations ont lieu en 1995 et le gouvernement de Luanda lui propose d'occuper l'un des deux postes de vice-président, selon une formule s'inspirant du modèle sud-africain de transition. Après une année de trêve, en août 1996 Jonas Savimbi déclare rejeter « catégoriquement » cette proposition et reprend la guerre.
À l'âge de 67 ans et après une longue traque, il est tué par 15 balles aux côtés de 21 gardes du corps lors de combats avec l'armée angolaise le 22 février 2002, au bord de la rivière Luvuei dans la province de Moxico. Il est enterré dans une tombe anonyme à Luena, dans le centre du pays. En 2019, 17 ans après sa mort, ses restes sont authentifiés par des analyses ADN et il a droit à des obsèques le 1er juin dans son village natal, à Lopitanga, près d'Andulo (ca), dans la province de Bié.

## Citations
- « Seules des élections, des élections libres, sous l'égide de l'OUA, peuvent fournir une solution. Toutefois, d'abord il devra y avoir une période courte de gouvernement de transition dans lequel les deux bords seront représentés. Mais à la fin, le bulletin de vote doit décider, pas les balles. » (12 décembre 1975)
- « Je ne suis pas communiste parce que cela n'a aucun sens. Je ne suis pas non plus capitaliste. Le socialisme dans ce pays est la seule réponse. Ceux qui ont mené le pays à l'indépendance ne peuvent pas devenir les exploiteurs du peuple. Nous voulons un système socialiste, mais lequel ? Il y a l'orthodoxe et l'extrémiste. Nous voulons le démocratique, la social-démocratie. »

## Culture populaire
- Jonas Savimbi apparait dans le premier niveau du jeu vidéo Call of Duty: Black Ops II. Cette apparition vaut d'ailleurs à Activision un procès en diffamation intenté par la famille Savimbi, qui réclame un million d'euros de dommages et intérêts, ainsi que le retrait du jeu[16]. La famille sera finalement déboutée par le tribunal[17].

### Radio
- France Inter, Patrick Pesnot, Rendez-vous avec X, Jonas Savimbi, émissions des 03[18] et 10 janvier 2009[19]